# Davidis pugna et victoria

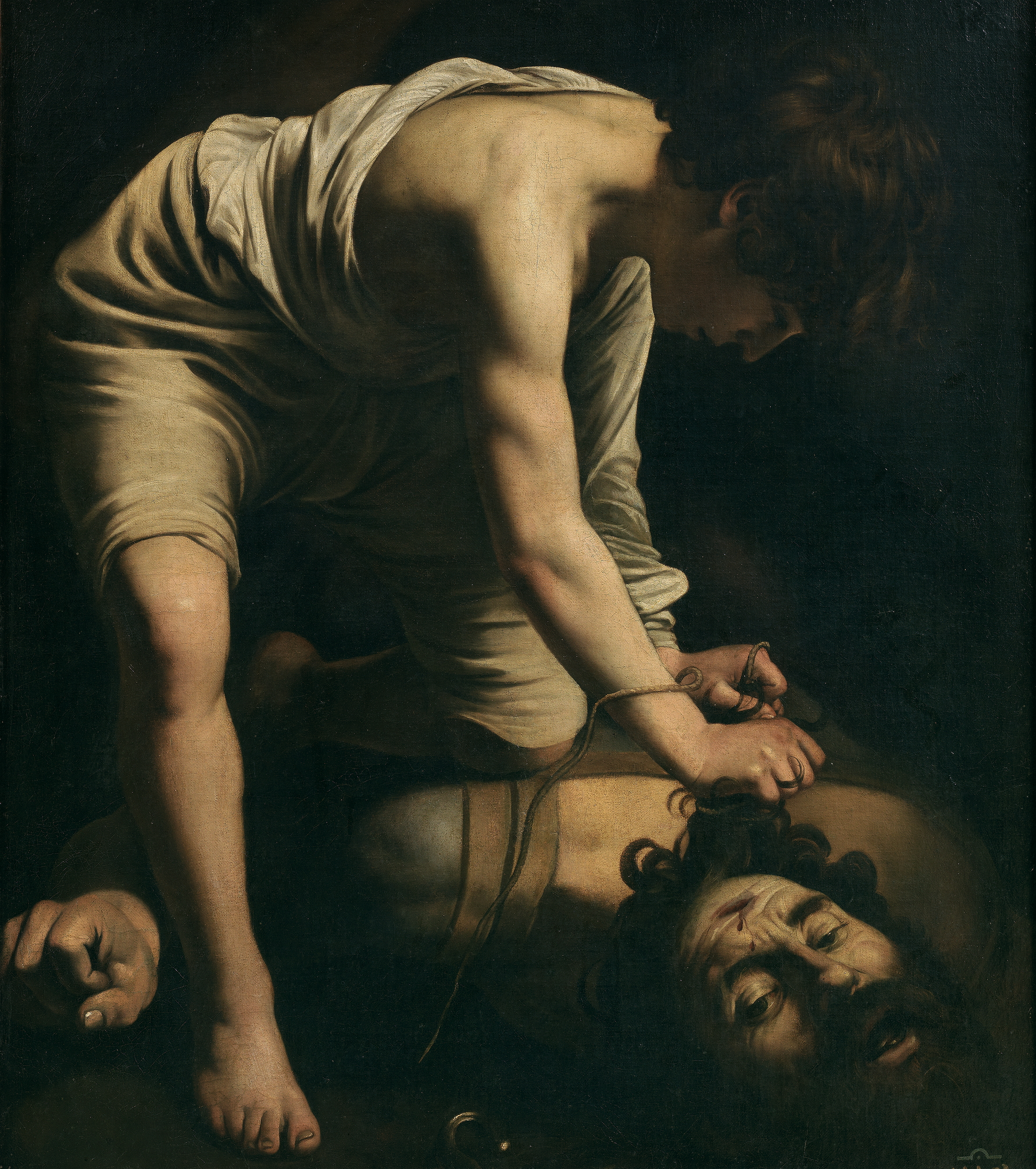
Un ejemplo de esta oratoria

Davidis pugna et victoria, único oratorio latino de tema bíblico que se conserva completo con música de Alessandro Scarlatti, escrito para solistas (SSATB), doble coro y orquesta, y estrenado en Roma en el oratorio del SS. Crocifisso en 1700 con texto de autor anónimo.
Entró en la categoría de los oratorios sacro-militares, heredero directo de los oratorios romanos de Giacomo Carissimi y Alessandro Stradella. Con este último presenta similitudes estilísticas en el tratamiento de las arias y la orquestación, que hace uso de un grupo de concertino instrumental y de otro de concerto grosso más el bajo continuo. El oratorio tiene momentos de gran intensidad dramática que se ven reforzados por las intervenciones del coro a 8 voces.

## Davidis pugna et victoria
Oratorio per soli, coro e orchestra composto per il Giubileo del 1700
| Textus        | tenor   |
| Saul          | alto    |
| Jonatha       | soprano |
| David         | soprano |
| Goliat        | basso   |
| Vox populi    | tenor   |
| Vox populi    | soprano |
| Vox populi    | alto    |
| Coro Hebrei   | (coro)  |
| Coro Filistei | (coro)  |

### Parte Prima
- Sinfonia (Adagio - Allegro)
- Recitativo - Textus: "Iochor sub aeria"
- Aria - Textus: "Fata regum et sereno"
- Recitativo e Arioso - Textus: "Horruit audita Saul"
- Aria - Saul: "Heu perii"
- Recitativo - Saul: "Periere meae"
- Aria - Saul: "Quisquis alta per inane"
- Recitativo - Textus: "Talia clamanti"
- Aria - Jonatha: "Fugiat timor"
- Aria - Jonatha: "Jam veni tu spes"
- Dueto - Jonatha e Saul: "Tuba tuba"
- Aria - Saul: "Mea fata superbi videte"
- Dueto - Jonatha e Saul: "Tuba tuba"
- Coro - Ebrei: "Eamus fugiamus"
- Recitativo - David: "Quo fugitas mea turba"
- Aria - David: "Verte tela, verte faces"
- Recitativo - David e Saul: "Quis duce trepidante audet?"
- Dueto - Jonatha e David: "O Jonathae spes una David"
- Aria - Jonatha: "Age tuba militaris"
- Aria - David: "Age tuba salutaris"
- Coro - Ebrei: "Vincemus Io vincemus"
- Aria - Jonatha/David: "In flore labente"/"Cum sole cadente"
- Dueto - David e Jonatha: "Sic et mortis orrore labente"
- Coro - Ebrei: "Vincemus Io vincemus"

### Parte Seconda
- Sinfonia (Allegro)
- Recitativo arioso - Goliat: "Evaginabo gladium meum"
- Recitativo arioso - David: "Surgant opitulentur tibi dii"
- Recitativo arioso - Goliat: "Surgam, et lacerabo te manibus meis"
- Aria - David: "Non imbelli duello puelli"
- Aria - Goliat: "Saevo dente fremente leonem"
- Aria - David: "Cives Io date plausum"
- Aria - Goliat: "Philistaei reboate"
- Coro - Filistei e Goliat: "Ad arma miles"
- Aria - David: "Tu mihi superum aeterne rex"
- Recitativo arioso - Textus: "Dixit, et excusso montano"
- Coro - Filistei: "Heu sodales / Coro - Ebrei: "Victoria"
- Aria - Vox populi (tenor e soprano): "Age terra fortunata"
- Recitativo - Vox populi (alto): "Victori redimite comas"
- Aria - Vox populi (alto): "Deque lauru"
- Aria - Vox populi (alto): "Scanda regna liberata"
- Aria - David: "Quae gigante pugnante vidistis"